# هرناندارياس
هرنانداریاس  هي مديرية في باراغواي، تقع في ألتو بارانا، بلغ عدد سكانها 79.036  نسمة وذلك حسب إحصائيات سنة 2017، تبلغ مساحتها 1,519 كيلومتر مربع.